# Ur i Stockholms stadshus

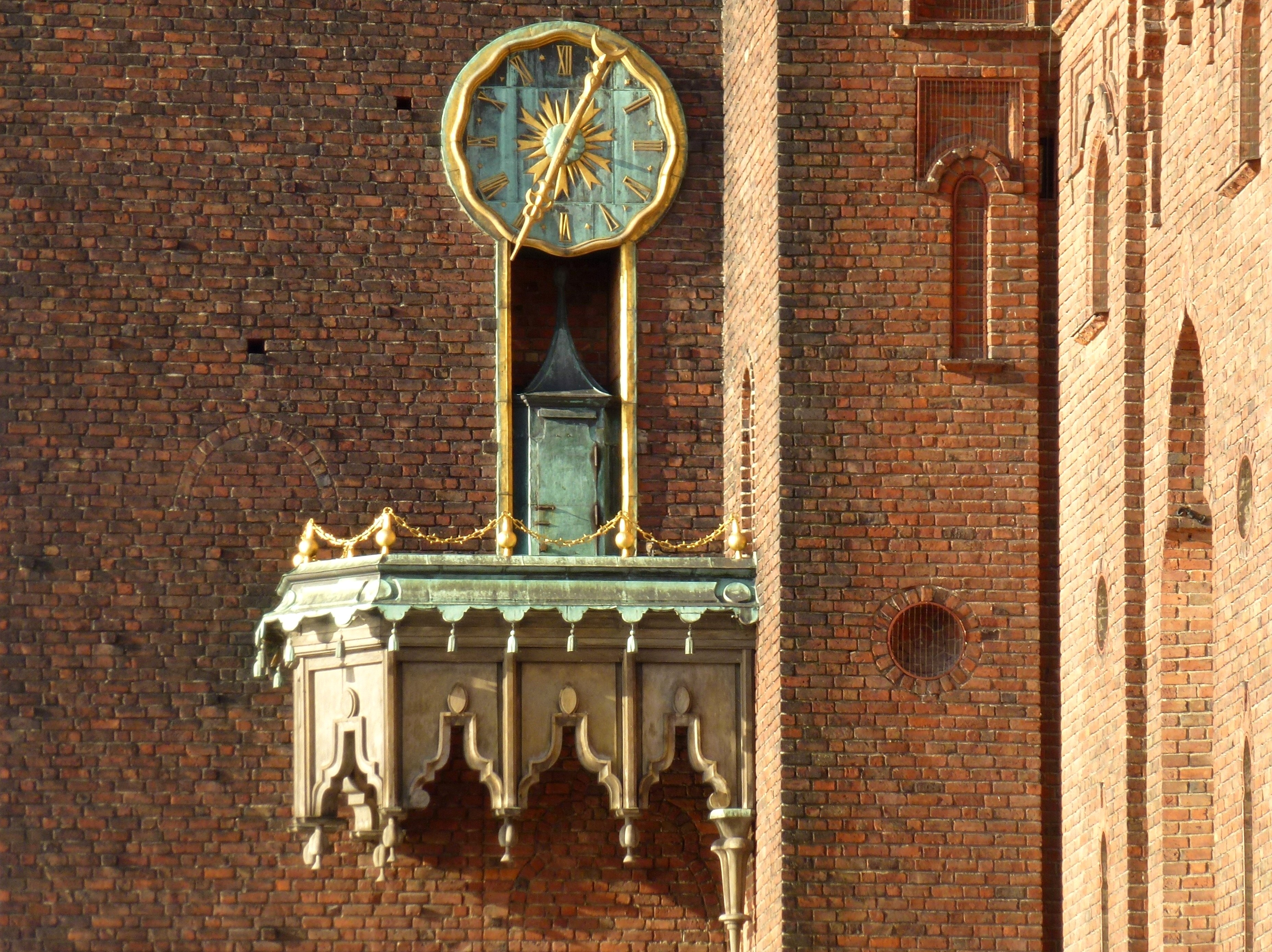
Tornuret och balkongen för Sankt Göransleken.

Stockholms stadshus har flera fasta ur som samtliga formgivits av Ragnar Östberg och tillverkats av den renommerade firman Linderoths urfabrik med verkstad vid Drottninggatan 28 i Stockholm. 

## Klockspelet och tornuret

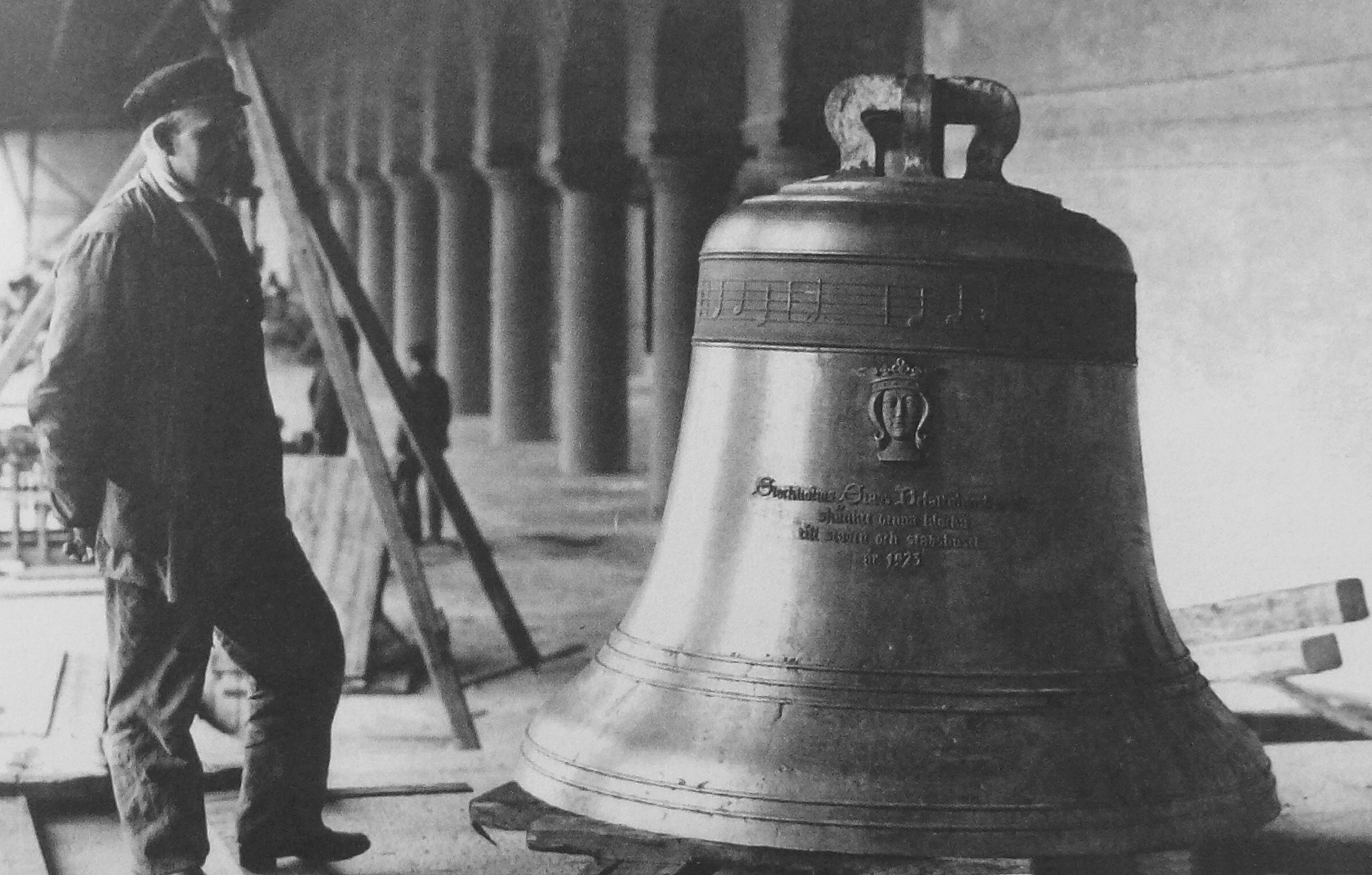
Klockan "S:t Erik" väger 3 000 kg.

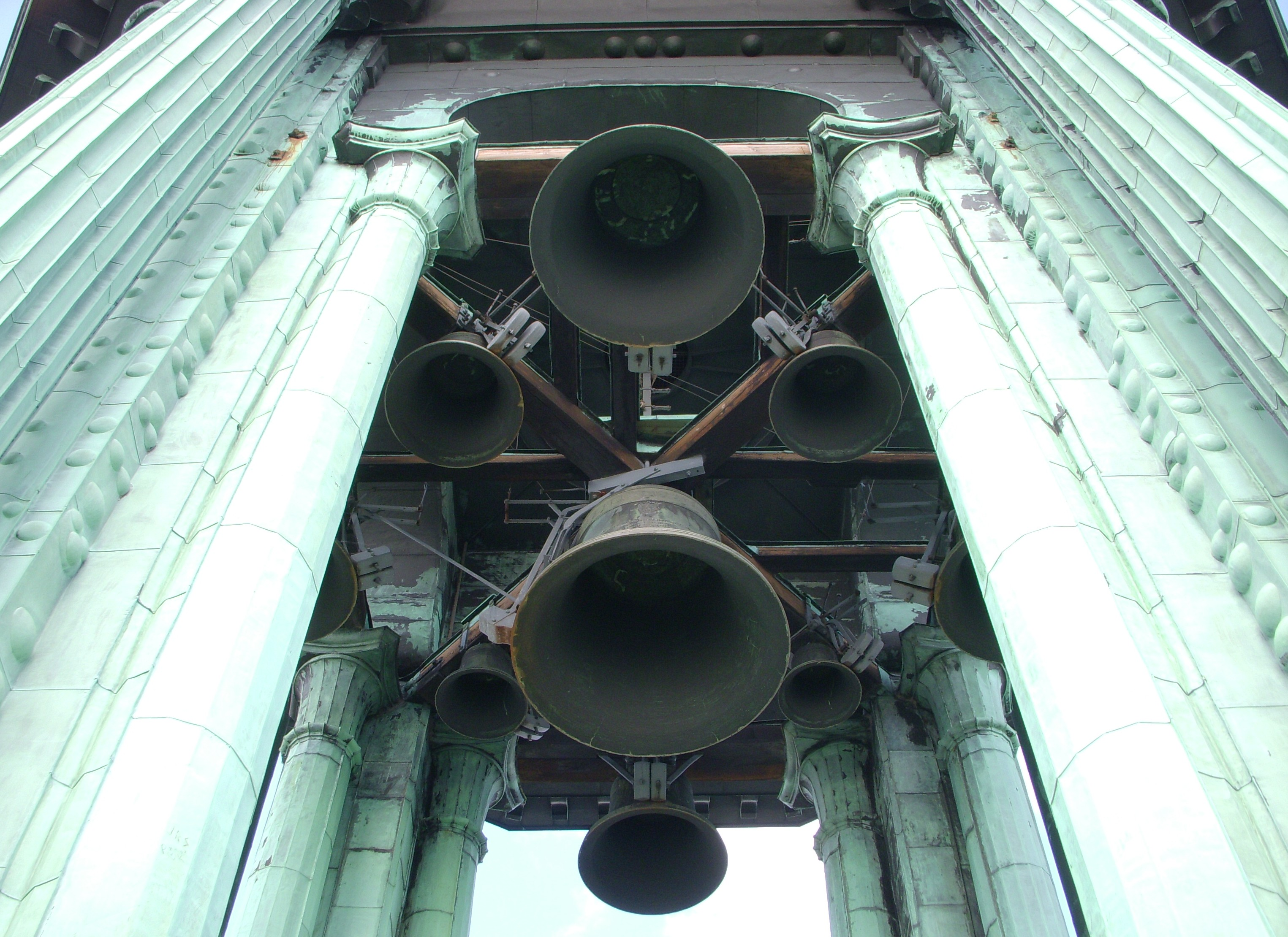
Klockorna, stora S:t Erik hänger i mitten.

På Stadshustornets norra sida finns på en balkong den så kallade Sankt Göransleken. Det är en figurgrupp bestående av riddaren, jungfrun, väpnaren och draken, som sommartid klockan 12:00 och 18:00 rör sig ute på balkongen under förutsättning att maskineriet fungerar, vilket inte alltid är fallet. Figurerna är utförda i målad och förgylld koppar av Gustaf Nilsson. 
Samtidigt med Göransleken spelar stadshusets nio slagklockor den medeltida Sankt Örjansvisan. Klockspelet tillverkades i Nederländerna av firman Petit & Fritsen och monterades på sensommaren 1924. Den största klockan väger 3 000 kg och är en gåva från Nederländerna; den bär namnet S:t Erik, den minsta klockan kallas S:t Örjan. Hela klockspelet väger omkring åtta ton och donerades av en privatperson som ville vara anonym. Klockspelet uppfördes mellan åren 1937 och 1970 i samband med programmet Tolvslaget i Sveriges Radio och blev en sorts signaturmelodi för Stockholm.
Stadshusarkitekten Ragnar Östberg ville även ha en urtavla i samband med spelet. Redan 1909 föreslog han ett tornur, men då vänt inåt Borgargården och på tidiga tornritningar syns en klocka. År 1916 donerades tornuret ovanför Göransleken av Linderoths urfabrik, där ägaren Johan Gustaf Linderoth hade skissad på urtavlan. Uret har efter gammalt mönster bara timvisare och är kopplat till tornklockorna. Ett speciellt maskineri med två stycken hundra kilo tunga  lod driver uret, timslagen och Örjanslåten samt Göransleken.

## Klockan i Rådssalen

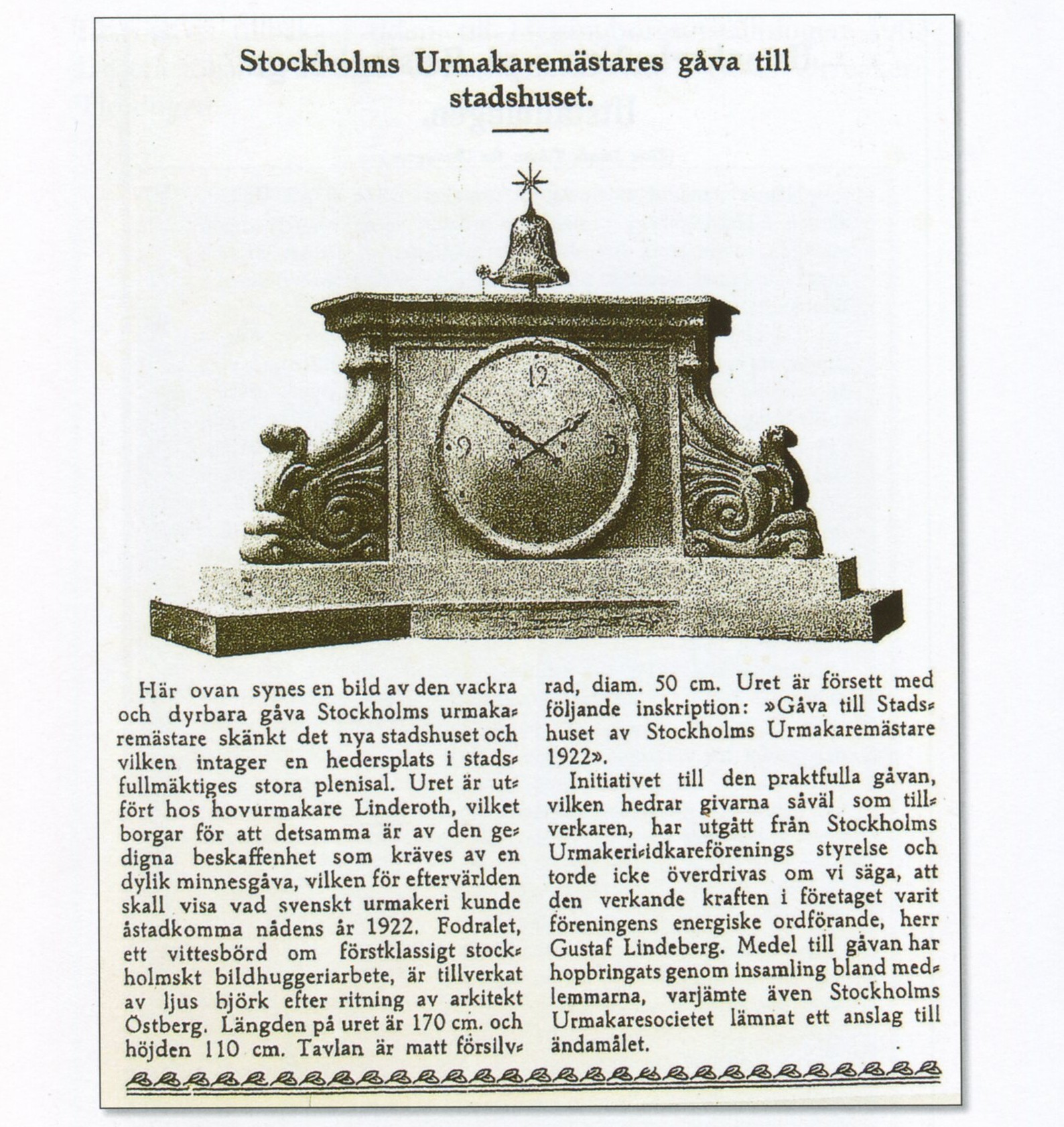
Rådssalens klocka och minnesskrift, 1922.

Klockan på Rådssalens läktare var en gåva av Stockholms urmakarmästare 1922. Fodralet är tillverkat av ljus björk efter ritningar av Östberg och verket kom från Linderoths ur. Längden är 170 cm och höjden 110 cm, urtavlan har en diameter av 50 cm och är matt försilvrad. På toppen av uret finns en liten slagklocka i mässing. Uret är försett med en inskription: ”Gåva till Stadshuset av Stockholms Urmakarmästare 1922”.

## Klockan i Blå Hallen
I Blå hallen finns ytterligare ett ur, levererat av Linderoths urfabrik. Uret är integrerat i väggestaltningen ovanför "Blå porten" på altanen och formgivet av Ragnar Östberg. Portalen är inramad av två spiralformade kolonner samt en byst visande Östberg över dörröppningen med stadshuset i famnen. Skulpturarbetena är utförda av Gustaf Sandberg. Urtavlan är tillverkad av kolmårdsmarmor och har en diameter på 1,25 meter. Visarna är förgyllda och timbeteckningarna består av enkla, raka streck istället för siffror. Urverket är 61 cm långt och 25 cm brett samt utrustat med slagverk för heltimmar och halvtimmar. Hela kompositionen avslutas upptill av en halvrund baldakin.

## Tornuret som bara finns på film
I filmen Jönssonligan får guldfeber utspelar sig en dramatisk scen med filmens hjältar klättrande på en urtavla högst upp på Stadshustornet och inne i tornet visas ett stort, tickande urverk. Scenen är hämtad från den danska förlagan Olsen-banden går i krig där karaktärerna klänger på Köpenhamns rådhus urtavla. Stockholms stadshus saknar dock urtavla, så som den visades i filmen och något stort urverk finns inte heller i tornet. Scenerna gjordes med hjälp av trickfilmning och rekvisita.

## Bilder

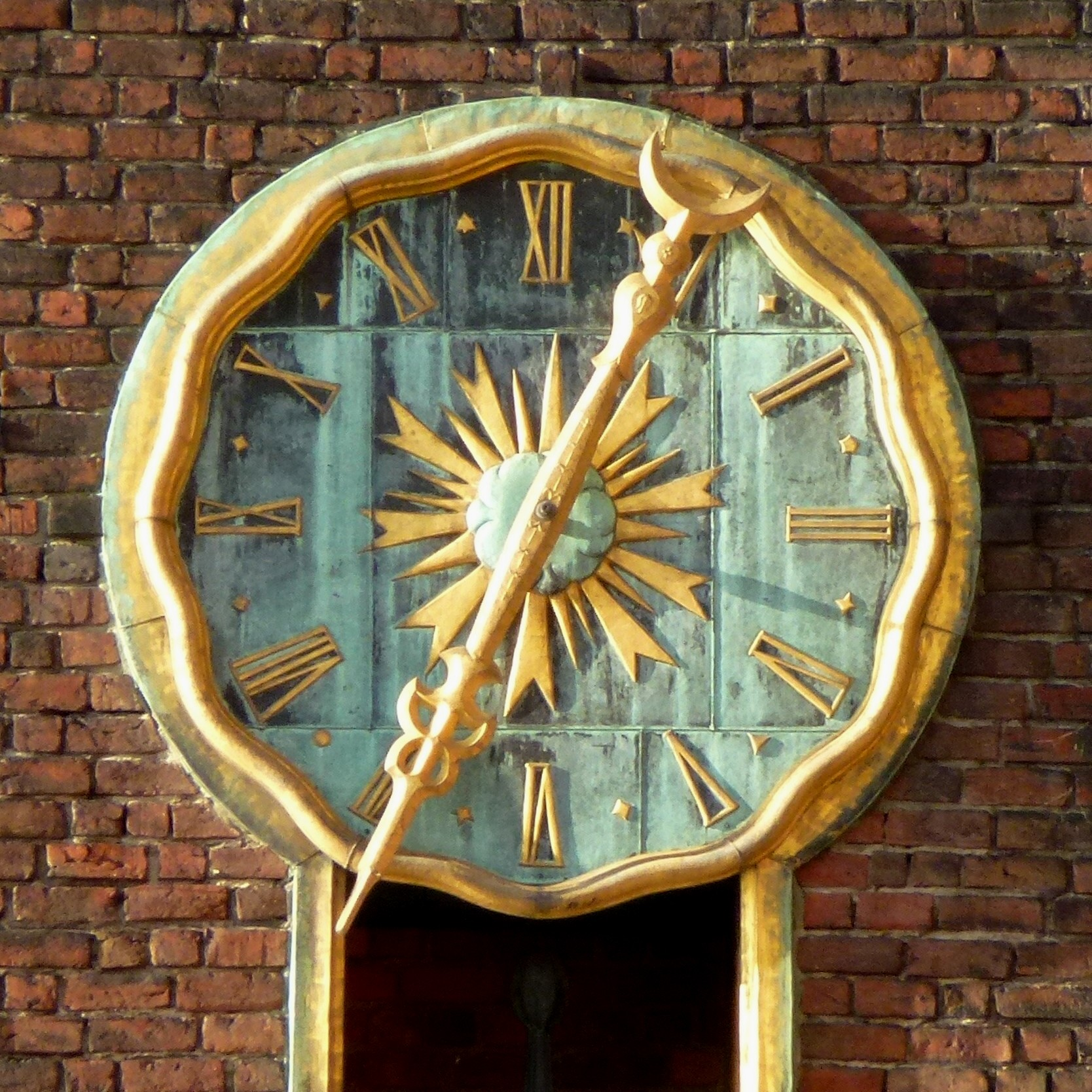
Stockholms stadshus tornur
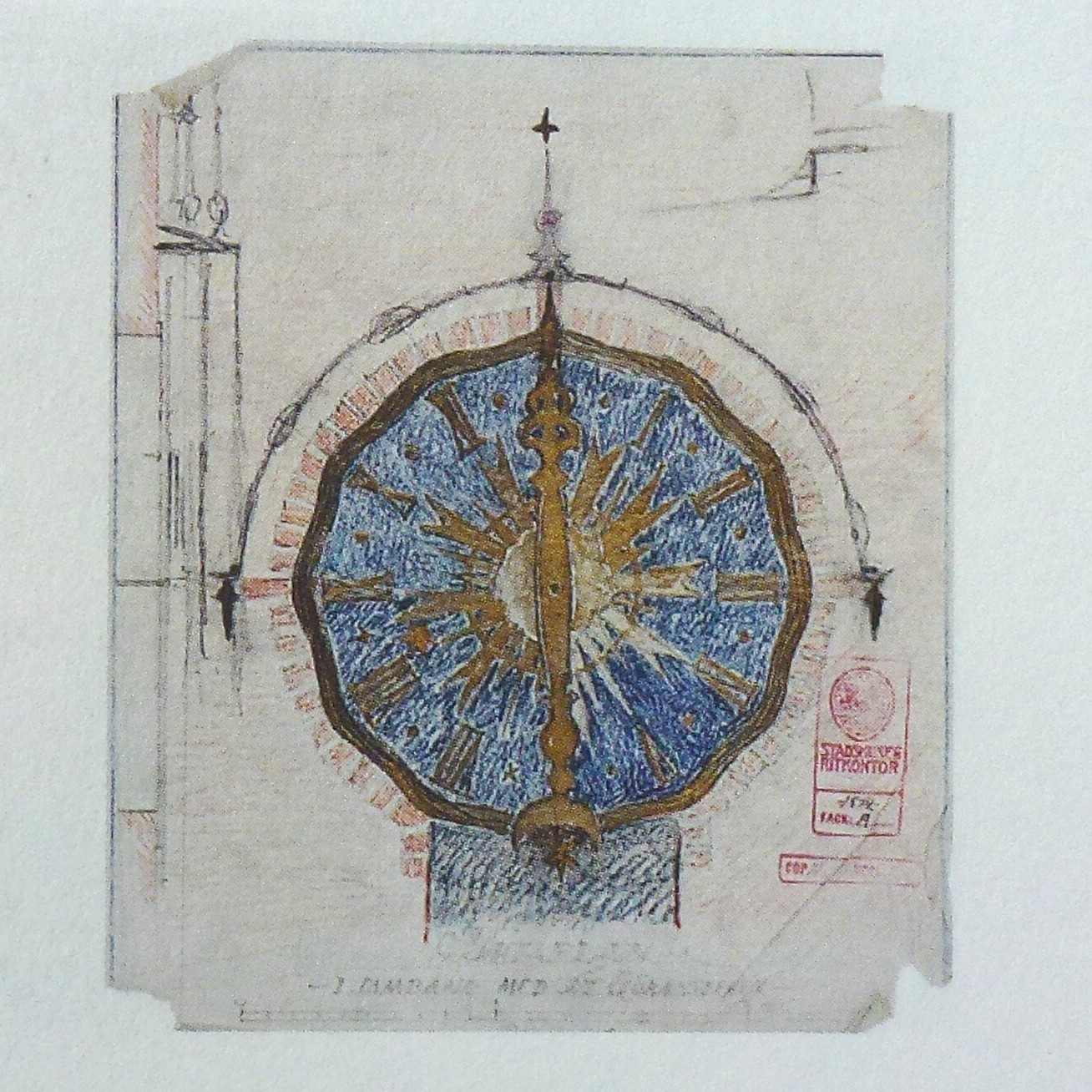
Linderoths skiss till urtavlan
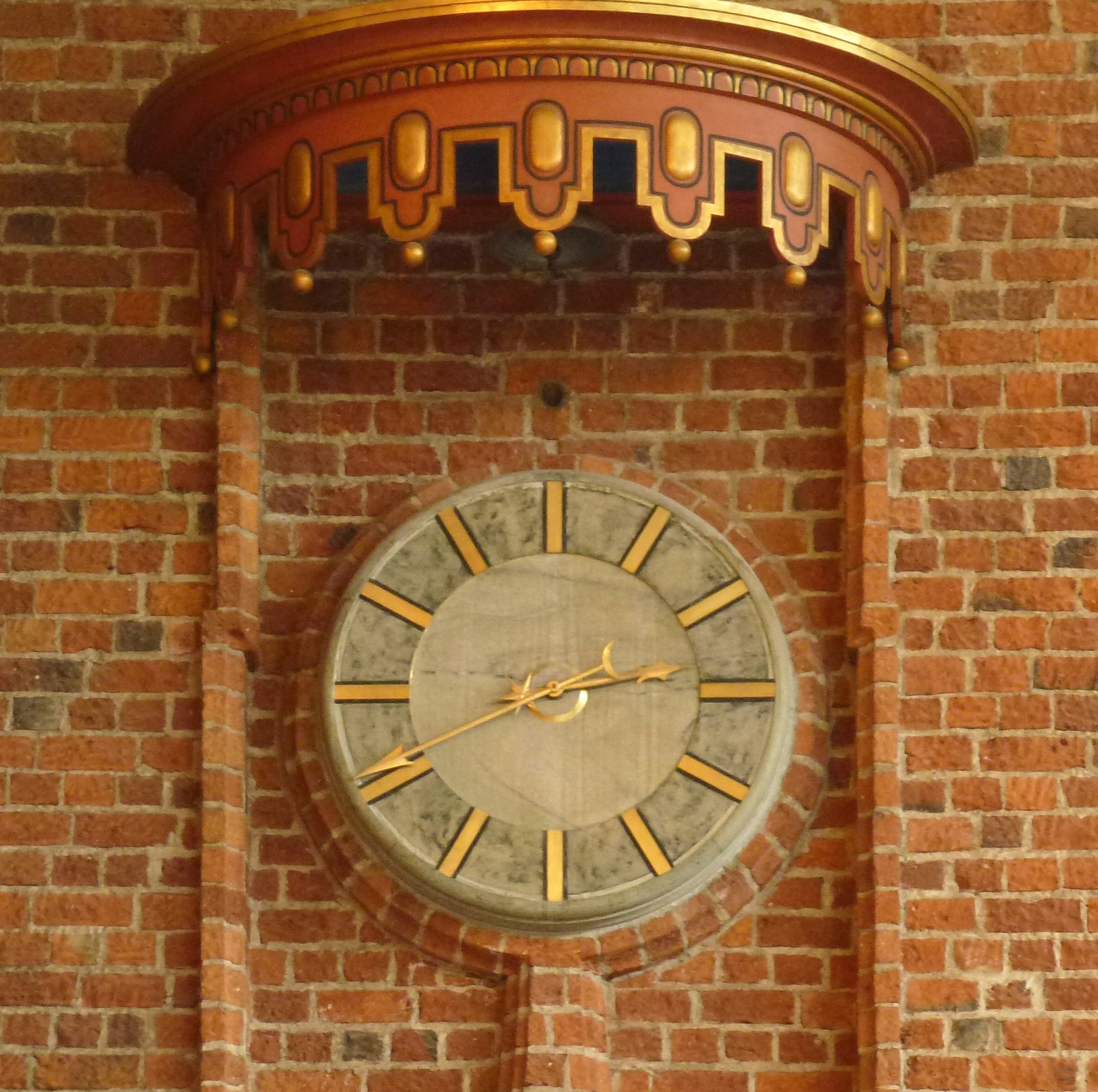
Klockan i Blå Hallen
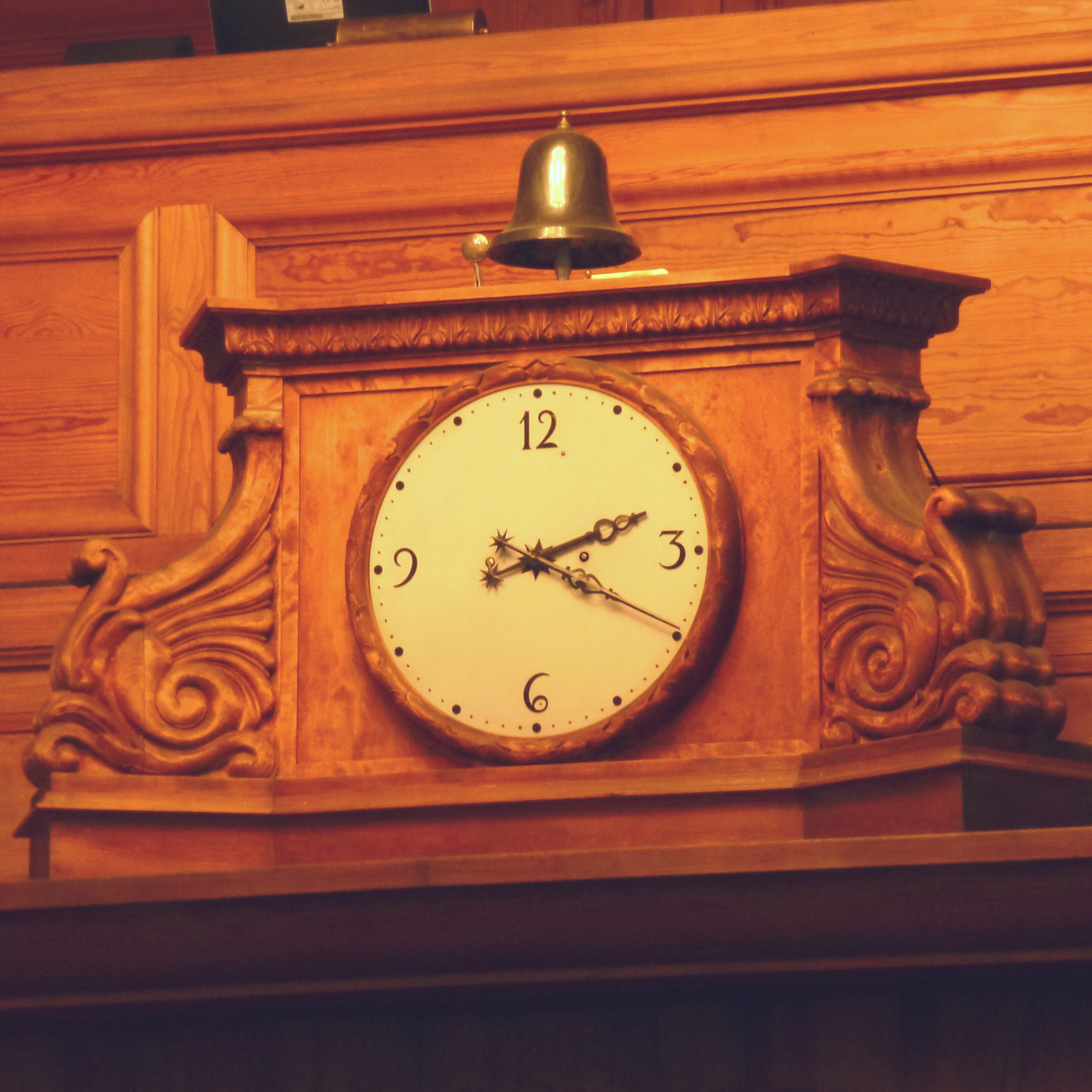
Klockan i Rådsalen